# مارسلو اویدا
مارسلو اویدا (انگلیسی: Marcelo Ojeda؛ زادهٔ ۸ دسامبر ۱۹۶۸) بازیکن فوتبال اهل آرژانتین است.
از باشگاه‌هایی که در آن بازی کرده‌است می‌توان به باشگاه ورزشی تنریف، باشگاه فوتبال لانوس، باشگاه فوتبال استودیانتس، و باشگاه فوتبال آرژانتینوس جونیورز اشاره کرد.
وی همچنین در تیم ملی فوتبال آرژانتین بازی کرده‌است.